# Las Vegas Rattlers
I Las Vegas Rattlers sono stati una franchigia di pallacanestro della Premier Basketball League, con sede a Las Vegas, Nevada.
Debuttarono nella stagione 2000-01, a Chicago come Chicago Skyliners chiudendo la regular season con un record di 31-12, e perdendo la finale per il titolo con i Detroit Dogs. La stagione seguente si trasferirono a Las Vegas, cambiando nome in Las Vegas Slam. Nel 2003 assunsero la denominazione di Rattlers.
Sono scomparsi dopo la stagione 2004-05.

## Stagioni
| Stagione | Lega     | Denominazione      | V  | P  | %    | Piazzamento | Play-off          |
| -------- | -------- | ------------------ | -- | -- | ---- | ----------- | ----------------- |
| 2000-01  | ABA 2000 | Chicago Skyliners  | 31 | 12 | 72,1 | 1º          | Finale ABA        |
| 2001-02  | ABA 2000 | Las Vegas Slam     | 7  | 20 | 25,9 | 7º          | Semifinale        |
| 2003-04  | ABA 2000 | Las Vegas Rattlers | 10 | 18 | 35,7 | 6º          | I playoff mancati |
| 2004-05  | ABA 2000 | Las Vegas Rattlers | 9  | 6  | 60,0 | 3º          | Quarti di finale  |